# Mariusz Maszkiewicz
Mariusz Maszkiewicz (ur. 31 maja 1959 w Iławie) – polski socjolog, dyplomata, publicysta, działacz społeczny i gospodarczy. Ambasador RP w Białorusi (1998–2002) i Gruzji (2016–2024).

## Życiorys

### Wykształcenie
Szkołę podstawową i średnią ukończył w Goleniowie. Od 1981 do 1986 studiował filozofię, religioznawstwo i socjologię w Krakowie. Jest absolwentem Wydziału Filozoficzno-Historycznego Uniwersytetu Jagiellońskiego, gdzie w 1993 uzyskał stopień doktora nauk humanistycznych w zakresie socjologii na podstawie pracy Aleksander Wwiedenski i inni przywódcy Cerkwi „odnowicielskiej” jako sukcesorzy tradycji reformatorskich inteligencji rosyjskiej początku XX stulecia i ideowi twórcy koncepcji współistnienia komunistycznego państwa i Cerkwi prawosławnej (promotor: Włodzimierz Pawluczuk). Studiował także w Poznaniu (1979–1980 – Seminarium Zagraniczne T.Chr.) i kilka miesięcy na Uniwersytecie Georga Augusta w Getyndze (1986). 19 lutego 2018 został doktorem habilitowanym nauk o polityce w zakresie stosunków międzynarodowych na podstawie pracy Repatriacja czy repatriotyzacja? Wybrane problemy polskich strategii politycznych wobec rodaków za wschodnią granicą (1986–1990).

### Działalność w PRL
Po nawiązaniu kontaktu z Jerzym Giedroyciem, w czerwcu 1986 opublikował w „Kulturze” opowiadanie „Tyle piwa za darmo” o udziale Ludowego Wojska Polskiego w inwazji na Czechosłowację (1968). Następnie szykanowany przez służbę bezpieczeństwa. W styczniu 1987 powołany do Szkoły Podchorążych Rezerwy w Poznaniu, gdzie odmówił złożenia przysięgi. Po przedstawieniu zarzutów przez prokuratora wojskowego we Wrocławiu skierowany do służby w batalionach inżynieryjno-budowalnych. Był aktywnym uczestnikiem ruchu Wolność i Pokój. (1986–1990). Prowadził działalność społeczno-polityczną w Częstochowie. Wspólnie z Jarosławem Kapsą założył i wydawał miesięcznik „Dyskurs” (1988–1989). Uczestniczył w Międzynarodowej Konferencji Praw Człowieka w Krakowie-Mistrzejowicach (25–28 sierpnia 1988). Publikował w prasie podziemnej. Współpracował z Regionalnym Komitetem Obywatelskim „Solidarności” w Częstochowie. Był zastępcą kierownika Wojewódzkiego Biura Wyborczego RKO w wyborach kontraktowych 1989.

### Działalność w III RP
Na przełomie lat 80. i 90. był krótko pracownikiem naukowym Instytutu Religioznawstwa UJ oraz wicedyrektorem Wydziału Spraw Obywatelskich Urzędu Wojewódzkiego w Częstochowie (luty – listopad 1990). Następnie rozpoczął pracę w dyplomacji. W latach 1990–1991 kierował Wydziałem ds. Polonii w MSZ. Był pierwszym polskim powojennym oficjalnym przedstawicielem w Litwie (w randze chargé d’affaires) w latach 1991–1992 oraz radcą-ministrem Ambasady RP w Wilnie w latach 1992–1994. Zakładał pierwszy polski konsulat w Grodnie, pełnił funkcję Konsula Generalnego w latach 1994–1997. Od 1998 do 2002 był Ambasadorem RP w Białorusi.
Po powrocie do kraju zajmował się działalnością gospodarczą. W 2002 stworzył firmę doradczą „Biuro Promocji Gospodarczej Europa Wschód”, pomagając polskim firmom w kontaktach gospodarczych na rynkach byłego ZSRR.
24 marca 2006 został zatrzymany na Placu Październikowym w Mińsku przez białoruską milicję w trakcie trwającego protestu młodzieży, po wyborach prezydenckich. Białoruski sąd wymierzył mu karę 15 dni aresztu. W jednej celi więziony wspólnie z Aleksandrem Podrabinkiem i Pawłem Szaramietem. Wobec groźby nowych oskarżeń ze strony KGB i długiego więzienia doszło do międzynarodowej reakcji i licznych protestów, w tym także protest głodowy Jerzego Maszkiewicza – 72-letniego ojca Mariusza Maszkiewicza. Skutkiem nacisków zwolniony z aresztu wrócił do kraju 7 kwietnia 2006.
Od stycznia do listopada 2007 pełnił funkcję doradcy Prezesa Rady Ministrów ds. polityki wschodniej; w kolejnych latach pracował jako wicedyrektor Departamentu Wschodniego Ministerstwa Spraw Zagranicznych.
Od 2007 adiunkt w Katedrze Europeistyki na Wydziale Prawa i Administracji Uniwersytetu Kardynała Stefana Wyszyńskiego. W latach 2010–2016 Przewodniczący Komisji Zakładowej NSZZ „Solidarność” Pracowników Służby Zagranicznej; autor raportu „Godna praca w służbie zagranicznej” (2010). W latach 2013–2016 pracował w Departamencie Dyplomacji Publicznej i Kulturalnej MSZ.
W listopadzie 2016 został mianowany przez Prezydenta RP ambasadorem w Gruzji. Urzędowanie zakończył w lipcu 2024.

## Publikacje
Jest autorem kilkudziesięciu artykułów naukowych oraz wielu tekstów publicystycznych i eksperckich. Kilkanaście jego artykułów przetłumaczono na języki angielski, rosyjski, białoruski, litewski, ukraiński i hiszpański. W dorobku ma dziesięć książek z dziedziny socjologii, religioznawstwa oraz stosunków międzynarodowych. Najważniejsze:
- Mistyka i rewolucja. Aleksander Wwiedeński i jego koncepcja roli cerkwi w państwie komunistycznym, Kraków: Zakład Wydawniczy „Nomos”, 1995, ISBN 83-85527-24-9.
- Białoruś – zespół ukrytego paradoksu, Kraków ; Legnica ; Warszawa: Pret, 2008, ISBN 978-83-89428-25-7.
- Nasz patriotyzm – ich szowinizm. Rozmowa z Vytautasem Landsbergisem, Toruń: Wydawnictwo Adam Marszałek, 2011, ISBN 978-83-7780-044-7.
- Między bezpieczeństwem a tożsamością, Wrocław: KEW, 2013, ISBN 978-83-7893-140-9.
- Східна польська політика у ХХ – на початку ХХІ ст.: концепції та інтерпретації, Kijów: Nika Centr, 2015, ISBN 978-966-521-665-0.
- Repatriacja czy repatriotyzacja? Wybrane problemy polskich strategii politycznych wobec rodaków za wschodnią granicą (1986–1990), KEW-UKSW, 2017, ISBN 978-83-7893-002-0.

## Nagrody i odznaczenia
- Laureat nagrody Polcul Foundation (1988)
- Odznaczony Krzyżem Kawalerskim Orderu Wielkiego Księcia Giedymina za wkład w rozwój stosunków polsko-litewskich (2000)[6]
- Medal Ministerstwa Spraw Zagranicznych Republiki Litewskiej Gwiazda Dyplomacji (2013)
- Krzyż Wolności i Solidarności, za działalność opozycyjną w latach 80. (2014)[7]
- Krzyż Komandorski Orderu Odrodzenia Polski (2020)[8]